# NBA Live 98
NBA Live 98 est un jeu vidéo de basket-ball sorti en 1997 et fonctionne sur PlayStation, Saturn et PC. Le jeu a été développé par EA Sports, puis édité par Electronic Arts.